# Кабина
Каби́на (через фр. cabine < англ. cabin, от лат. capanna — «землянка, сторожка») — небольшая комната, помещение как часть здания (сооружения) либо часть транспортного средства или иной машины, в которой при управлении работает водитель (автомобили), пилот (воздушный транспорт), машинист (железнодорожный транспорт, землеройная и строительная техника), рулевой (водный транспорт) или оператор (другая различная техника).
В отличие от кабинки, кабина имеет бо́льшие размеры и предполагается нахождение в ней нескольких человек, а не индивидуальное использование. Пассажирская часть кабины или единый для пассажиров и пилотов объём транспортного средства в русском языке также называется «салоном».
- Приборная панель грузовика Volvo FH 12
- Водительское место на машине Tesla Model S

## Назначение кабины
Кабина транспортной (автомобиль, локомотив, самолёт), грузоподъёмной (башенный кран, мостовой кран) или иной машины — часть машины, предназначенная для размещения человека-оператора и создания ему условий для жизнедеятельности и работы, а если машина предназначена для перевозки пассажиров — то и для размещения пассажиров (хотя на многих видах транспорта имеется отдельное помещение для пассажиров — салон, отделённое от кабины перегородкой). К таким условиям относят хороший обзор, удобное расположение органов управления, комфорт — отсутствие или допустимый уровень вибраций, нормальную температуру и чистоту воздуха, а также безопасность, в частности, прочность каркаса, что предотвращает защемление оператора в случае столкновения кабины с чем-либо.

## Конструкция кабин
Кабина может быть как включена в основную конструкцию машины, иначе говоря, быть просто отдельным отсеком в корпусе, как это сделано, например, на самолётах и многих локомотивах, или быть отдельно изготовленным и установленным на машину узлом — таковыми являются кабины большинства грузовиков, подъёмных кранов, некоторых локомотивов (например, тепловоза 2ТЭ116). Во втором случае между кабиной и машиной возможна установка различных амортизационных устройств, что уменьшает вибрацию и шум и улучшает условия труда оператора.
Обзор рабочего процесса обычно обеспечивают окна кабины. Так как транспортные машины вынуждены работать в тяжёлых условиях (перепады температур, осадки, запылённость воздуха), то окна часто оборудуются различными очистительными устройствами — стеклоочистителями, омывателями, обогревателями, препятствующими выпадению конденсата на охлаждаемых наружным воздухом окнах (для этих целей используется как обдув тёплым воздухом, так и токовый нагрев встроенными в стекло элементами). Кроме того, стёкла должны быть достаточно прочными, чтобы защищать оператора от камней и других предметов, которые могут случайно попасть в окно. Дополнительный обзор могут обеспечивать другие устройства — как зеркала, позволяющие без сильного поворота головы видеть происходящее позади оператора, так и более сложные устройства. Например, на самолёте A380 в некоторых точках установлены видеокамеры, а в кабине управления экраны, показывающие изображение с видеокамер, что облегчает маневрирование самолёта при рулении и посадку.
Кабина может быть как негерметичной, так и герметичной. Герметичная кабина имеет уплотнения дверей, люков и открывающихся окон, а также специальную систему вентиляции, и может иметь усиленную конструкцию, если между кабиной и забортным пространством возможна большая разница давлений. Герметичные кабины имеют практически все самолёты, предназначенные для полётов на высотах более 3000 м, специальные автомобили (например, военные машины, предназначенные для работы в условиях химической, атомной или иной атаки), а также скоростные поезда, в салоне которых при проезде путепроводов, тоннелей или встрече с другими поездами возникают скачки давления из-за уплотнения воздуха между поездом и близко проносящимся объектом.
Органы управления машиной в кабине обычно располагают под окнами, чтобы оператор имел возможность обзора как окон, так и приборов простым переводом взгляда. Правильное расположение приборов оказывает порой значительное влияние не только на удобство работы, но и на безопасность. А для посадки оператора и пассажиров в кабине устанавливаются сиденья, кресла или лавки. В случае, если возможны сильные перегрузки (например, в самолёте), кресла снабжаются привязными ремнями, удерживающими человека на месте при ускорениях.